# Bacelar Viana
Alfredo Luís Bacelar Viana (São Luís, 23 de dezembro de 1938 — São Luís, 6 de março de 1982) foi um psiquiatra, ensaísta, cronista e poeta maranhense. Figura multifacetada, destacou-se tanto por suas contribuições no campo da medicina psiquiátrica quanto por sua produção literária, que lhe rendeu uma cadeira na Academia Maranhense de Letras. Sua trajetória evidencia uma personalidade de amplos interesses intelectuais, com uma possível interconexão entre sua prática médica e sua obra escrita, refletindo a rica tradição cultural do Maranhão.

## Biografia

### Nascimento e Família
Alfredo Luís Bacelar Viana nasceu em São Luís, capital do Maranhão, em 23 de dezembro de 1938. Era filho de Fernando Ribamar Viana e Maria de Lourdes Bacelar Viana.  Seu pai, Fernando Ribamar Viana (1904–1983), foi uma figura proeminente no Maranhão, atuando como médico, jornalista e poeta, além de membro da Academia Maranhense de Letras (Cadeira nº 02). Alfredo Luís era um dos sete filhos do casal, que incluía também Fernando Viana Filho, Carlos Durval, Waldemiro Antônio, Ana Luiza, Maria Zélia e Manoel Fernando. A mãe de Alfredo, Maria de Lourdes Bacelar Viana (1913–2011), era filha do Tenente-Coronel da Guarda Nacional Alfredo Furtado Bacelar e de Ana Carolina de Lima Couto, tendo se casado com Fernando Ribamar Viana em 31 de outubro de 1935, em São Bento, Maranhão.
O ambiente familiar, imerso na medicina e na literatura, exerceu uma influência notável na formação de Alfredo. Desde jovem, colaborou com seu pai na "Coluna Por Dois", uma seção publicada em diversos jornais da imprensa maranhense, como A Pacotilha, O Combate, Jornal do Povo, Correio da Tarde e, de forma destacada, em O Imparcial.  Esta parceria não apenas evidencia uma forte ligação familiar, mas também um engajamento precoce com a escrita e o debate público, característico de famílias que compunham a elite intelectual maranhense, onde o conhecimento e a expressão artística eram cultivados e transmitidos entre gerações, contribuindo para a reputação do Maranhão como um centro cultural.

### Casamento e Descendência
Alfredo Luís Bacelar Viana casou-se com Alice Gomes Bacelar Viana em 1962, na cidade do Rio de Janeiro.  A realização do matrimônio no Rio de Janeiro pode sugerir um período de estudos ou residência fora do Maranhão, o que potencialmente teria ampliado seus horizontes intelectuais, dado o efervescente cenário cultural e acadêmico da então capital federal durante a década de 1960.

### Formação Académica e Carreira Profissional
Seguindo os passos do pai, Alfredo Luís Bacelar Viana formou-se em Medicina e especializou-se em Psiquiatria.  A escolha pela psiquiatria, um campo dedicado à compreensão da mente e do comportamento humano, dialoga intrinsecamente com a literatura, que frequentemente explora as profundezas da condição humana. Essa formação especializada pode ter oferecido a Viana perspectivas e ferramentas analíticas singulares para sua produção literária.
Em sua atuação profissional em São Luís, Alfredo Luís Bacelar Viana teve um papel pioneiro. Na década de 1970, fundou a Associação Maranhense de Psiquiatria, da qual foi o primeiro presidente. Esta iniciativa demonstra sua liderança na organização e desenvolvimento da especialidade no estado. Sua atuação coincide com um período de transformações na saúde mental, e a criação da associação pode ser entendida como um passo importante para o Maranhão em direção a futuras mudanças na assistência psiquiátrica, alinhando-se com discussões que ganhariam força nacionalmente nas décadas seguintes, culminando na Reforma Psiquiátrica. Há menções de sua ligação com o Hospital Nina Rodrigues, que passava por reformas administrativas e físicas nesse período.

### Morte e Legado
Alfredo Luís Bacelar Viana faleceu prematuramente aos 43 anos, em 6 de março de 1982, em sua cidade natal, São Luís, onde também foi sepultado. Seu legado é preservado tanto no campo da medicina quanto no da literatura. É reconhecido na obra Imortais da Medicina Maranhense: Biografia dos médicos membros da Academia Maranhense de Letras, organizada por Cândida Alves e colaboradores, que destaca não apenas sua contribuição médica, mas explicitamente seus "feitos literários". Este reconhecimento póstumo sublinha a importância de sua dupla identidade e o impacto duradouro de suas contribuições em ambas as áreas.

## Carreira Literária
Alfredo Luís Bacelar Viana desenvolveu uma carreira literária diversificada, atuando como ensaísta, cronista e poeta.  Sua capacidade de transitar por múltiplos gêneros literários demonstra versatilidade e uma aptidão para abordar diferentes temas e formas de expressão, características de um intelectual engajado com seu tempo e meio cultural.

### Atividade Jornalística
Sua presença na imprensa maranhense foi marcante, principalmente através da "Coluna Por Dois", que escrevia em colaboração com seu pai, Fernando Ribamar Viana. Esta coluna foi veiculada em importantes jornais da época, como A Pacotilha, O Combate, Jornal do Povo, Correio da Tarde e O Imparcial.  A publicação em múltiplos periódicos, incluindo o influente O Imparcial, sugere que suas crônicas e ensaios alcançavam um público considerável, contribuindo para a formação da opinião e para a efervescência da vida literária do estado. Esta atividade jornalística representou um canal vital para a disseminação de suas ideias e de sua produção literária.

### Academia Maranhense de Letras
O reconhecimento de sua contribuição literária foi formalizado com sua eleição para a Academia Maranhense de Letras (AML). Alfredo Luís Bacelar Viana ocupou a Cadeira de número 17, sucedendo Fernando Barbosa de Carvalho.  Foi eleito em 30 de setembro de 1976 e tomou posse em 31 de outubro do mesmo ano, sendo recebido pelo acadêmico João Mohana. Sua admissão na AML o inseriu formalmente na linhagem de importantes intelectuais do Maranhão, consolidando seu status no panorama literário estadual.

## Obras
A produção literária de Alfredo Luís Bacelar Viana abrangeu poesia, ensaios e crônicas. Uma compilação detalhada de suas obras publicadas individualmente, como livros de poemas ou coletâneas de ensaios e crônicas, é referenciada no capítulo "Médicos da Academia Maranhense de Letras: Biografia, feitos literários de Alfredo Luiz Bacelar Viana e Raimundo Clarindo Santiago", parte do livro Imortais da Medicina Maranhense. Além disso, sua colaboração na "Coluna Por Dois" constitui uma parte significativa de sua obra jornalística.